# Nick Barmby
Nicholas Jonathan "Nick" Barmby (født 11. februar 1974 i Kingston-upon-Hull, England) er en tidligere engelsk fodboldspiller, der spillede som midtbanespiller senest for Hull City i sin fødeby.
Han spillede i sin karriere bl.a. for store engelske klubber som Tottenham, Everton og Liverpool.
Barmby var i sin tid hos Liverpool F.C. i år 2001 med til at vinde hele tre titler, nemlig FA Cuppen, Liga Cuppen samt UEFA Cuppen.

## Landshold
Barmby nåede at spille 23 landskampe og fire scoringer for Englands landshold. Hans debutkamp faldt i marts 1995 i et opgør mod Uruguay. Siden da har han blandt andet været en del af den engelske trup til EM i 1996 på hjemmebane i England, samt EM i 2000 i Belgien og Holland.

## Titler
FA Cup
- 2001 med Liverpool F.C.

Liga Cup
- 2001 med Liverpool F.C.

UEFA Cup
- 2001 med Liverpool F.C.